# Néstor Ibarra
Néstor Carlos Amadeo Ibarra (Puan, 5 de noviembre de 1938 - Buenos Aires, 3 de enero de 2005) fue un conductor de programas de radio y televisión y periodista argentino de importante trayectoria.

## Biografía
Nació en Puan, el 5 de noviembre de 1938. Se desempeñó como periodista a partir de 1957. Su primera actividad fue en la sección de deportes del diario El Mundo. Accedió al matutino por recomendación de un amigo de la familia.
Estaba casado con la psicopedagoga Marta Sánchez con quien tenía dos hijos (María Eugenia y Sebastián) y 6 nietos (Tobías, Agustina, Mora, Bautista, Victoria y Benjamin).

## Trayectoria

### Cine
En la pantalla grande participó en los films Yo juego al Prode, ¿y usted?, en La fiesta de todos, en Te rompo el rating. En los tres caso su papel fue el de comentarista deportivo y en Secretos compartidos interpreta al conductor del noticiero.

### Radio
En la década de 1960 debutó como comentarista en las transmisiones de fútbol de Radio Rivadavia, secundando a José María Muñoz. Posteriormente se desempeñó con Bernardino Veiga, Ricardo Podestá y Víctor Hugo Morales.
Entre 1982 a 1987 integró el plantel de periodistas del programa deportivo Sport 80, en Radio Mitre. Compartió la labor con Víctor Hugo Morales, Marcelo Araujo, Fernando Niembro, Adrián Paenza y Roberto Eguía, entre otros.
A partir de 1988 se dedicó a la conducción de programas de interés general. Fue columnista de Cordialmente con Juan Carlos Mareco y Magazine de la mañana en Radio Mitre. En la misma emisora, desde 1993 estuvo a cargo del programa matutino Hoy por hoy, un magazín de actualidad que supo moldear de acuerdo con su personalidad: Dosis de humor, rigurosidad informativa y servicios.
En 1997 recibió un Diploma al Mérito de los Premios Konex en la disciplina Conductor Radial.

### Televisión
En televisión fue comentarista de fútbol en las transmisiones de Canal 13, especialmente en los partidos de la Copa Libertadores y la Selección Nacional. Luego condujo en ese mismo canal y por Canal 11, Con Ustedes... Fernando Bravo (1986-1989). El programa fue premiado dos veces con el Premio Martín Fierro en el rubro Interés General. Además, fue columnista de temas de actualidad en el noticiero Teledía 13 (1990-1991) de Canal 13 y conductor de Cuando Calienta el Sol (1993), en Telefé e Investigación X (1996), en América. Desde 1997 hasta 2001, estuvo a cargo junto a Mónica Gutiérrez de la conducción del noticiero central de América. Por su interés en las personas sin empleo, produjo y condujo Recursos humanos (2002) por la pantalla de Canal 13, desde el que intentó y logró la reinserción laboral.

## Fallecimiento
Murió el 3 de enero de 2005 en el Instituto de Diagnóstico y Tratamiento debido a un cáncer  en Buenos Aires.